# Faux-Villecerf
Pour les articles homonymes, voir Faux.
Faux-Villecerf est une commune française, située dans le département de l'Aube en région Grand Est.

## Géographie
Faux-Villecerf est une commune située à la limite de la Champagne crayeuse et du Pays d'Othe. Sa superficie est de 2 130 ha et l'agriculture y occupe une grande partie des terres.

### Faux
Au cadastre de 1831 se trouvait : Aubeterre, la Cave, la Haute-Borne, la Petite-Motte et la Motte, le Moulin-à-Vent, Pierre Armon, au-Lièvre, de-Faux ; la Tomelle.
Étymologie issue du latin Fagus, hêtre, qui est cité pour la première fois comme Fox en 1175 dans une charte de l'abbaye de Larrivour.

### Hydrographie
La commune est dans la région hydrographique « la Seine de sa source au confluent de l'Oise (exclu) » au sein du bassin Seine-Normandie. Elle n'est drainée par aucun cours d'eau,.

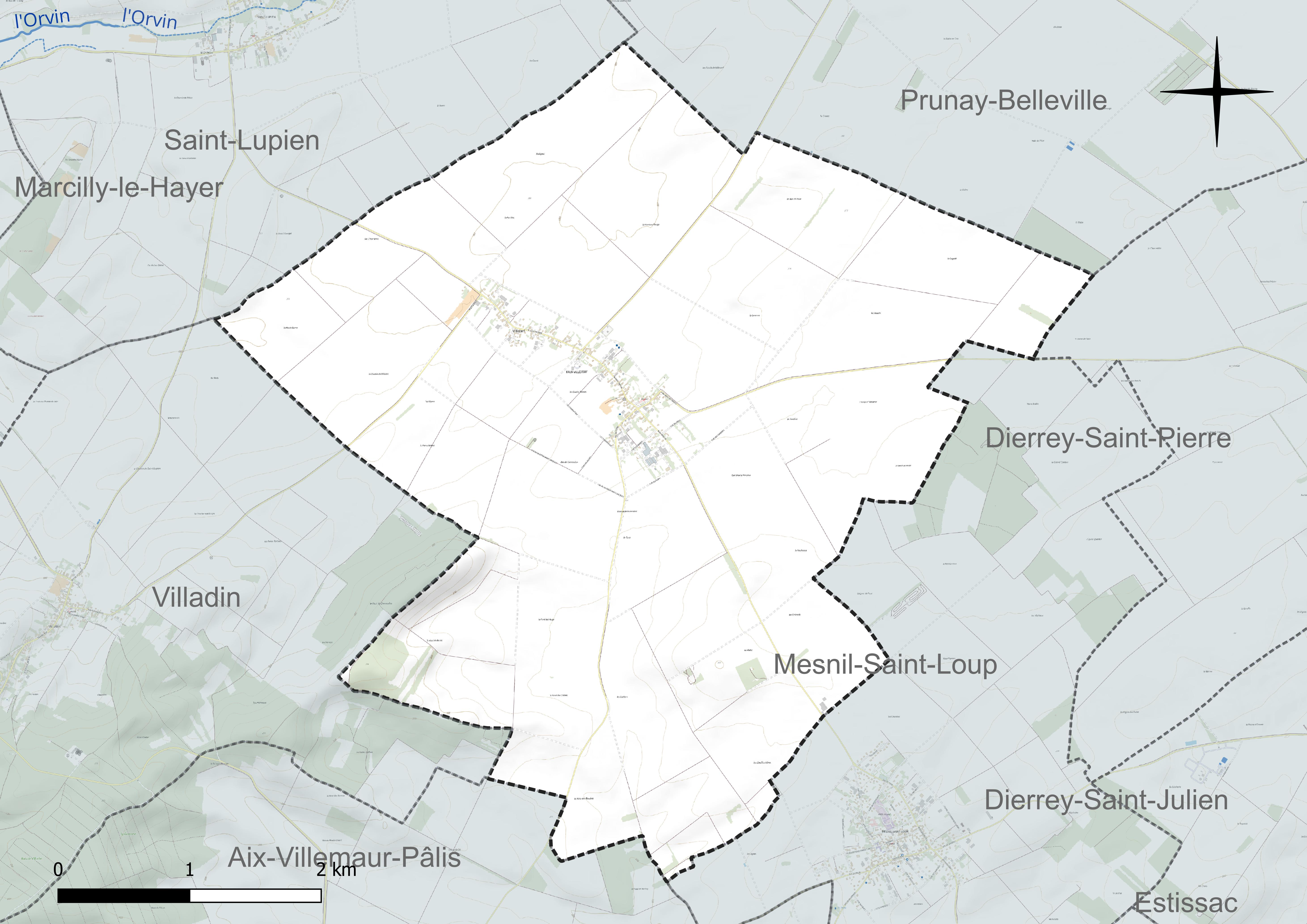
Réseau hydrographique de Faux-Villecerf.

### Climat
Pour des articles plus généraux, voir Climat du Grand Est et Climat de l'Aube.
En 2010, le climat de la commune est de type climat océanique dégradé des plaines du Centre et du Nord, selon une étude du Centre national de la recherche scientifique s'appuyant sur une série de données couvrant la période 1971-2000. En 2020, Météo-France publie une typologie des climats de la France métropolitaine dans laquelle la commune est exposée à un climat océanique altéré et est dans la région climatique Nord-est du bassin Parisien, caractérisée par un ensoleillement médiocre, une pluviométrie moyenne régulièrement répartie au cours de l’année et un hiver froid (3 °C).
Pour la période 1971-2000, la température annuelle moyenne est de 10,4 °C, avec une amplitude thermique annuelle de 16,1 °C. Le cumul annuel moyen de précipitations est de 738 mm, avec 11,7 jours de précipitations en janvier et 7,8 jours en juillet. Pour la période 1991-2020, la température moyenne annuelle observée sur la station météorologique de Météo-France la plus proche, « Saint-Mards », sur la commune de Saint-Mards-en-Othe à 18 km à vol d'oiseau, est de 11,1 °C et le cumul annuel moyen de précipitations est de 759,6 mm. 
La température maximale relevée sur cette station est de 41,2 °C, atteinte le 25 juillet 2019 ; la température minimale est de −21,3 °C, atteinte le 2 janvier 1997,,.
Les paramètres climatiques de la commune ont été estimés pour le milieu du siècle (2041-2070) selon différents scénarios d'émission de gaz à effet de serre à partir des nouvelles projections climatiques de référence DRIAS-2020. Ils sont consultables sur un site dédié publié par Météo-France en novembre 2022.

## Urbanisme

### Typologie
Au 1er janvier 2024, Faux-Villecerf est catégorisée commune rurale à habitat dispersé, selon la nouvelle grille communale de densité à 7 niveaux définie par l'Insee en 2022.
Elle est située hors unité urbaine. Par ailleurs la commune fait partie de l'aire d'attraction de Troyes, dont elle est une commune de la couronne,. Cette aire, qui regroupe 209 communes, est catégorisée dans les aires de 200 000 à moins de 700 000 habitants,.

### Occupation des sols
L'occupation des sols de la commune, telle qu'elle ressort de la base de données européenne d’occupation biophysique des sols Corine Land Cover (CLC), est marquée par l'importance des territoires agricoles (96,9 % en 2018), une proportion identique à celle de 1990 (96,9 %). La répartition détaillée en 2018 est la suivante : 
terres arables (96,5 %), zones urbanisées (2,2 %), forêts (0,9 %), zones agricoles hétérogènes (0,4 %). L'évolution de l’occupation des sols de la commune et de ses infrastructures peut être observée sur les différentes représentations cartographiques du territoire : la carte de Cassini (XVIIIe siècle), la carte d'état-major (1820-1866) et les cartes ou photos aériennes de l'IGN pour la période actuelle (1950 à aujourd'hui).

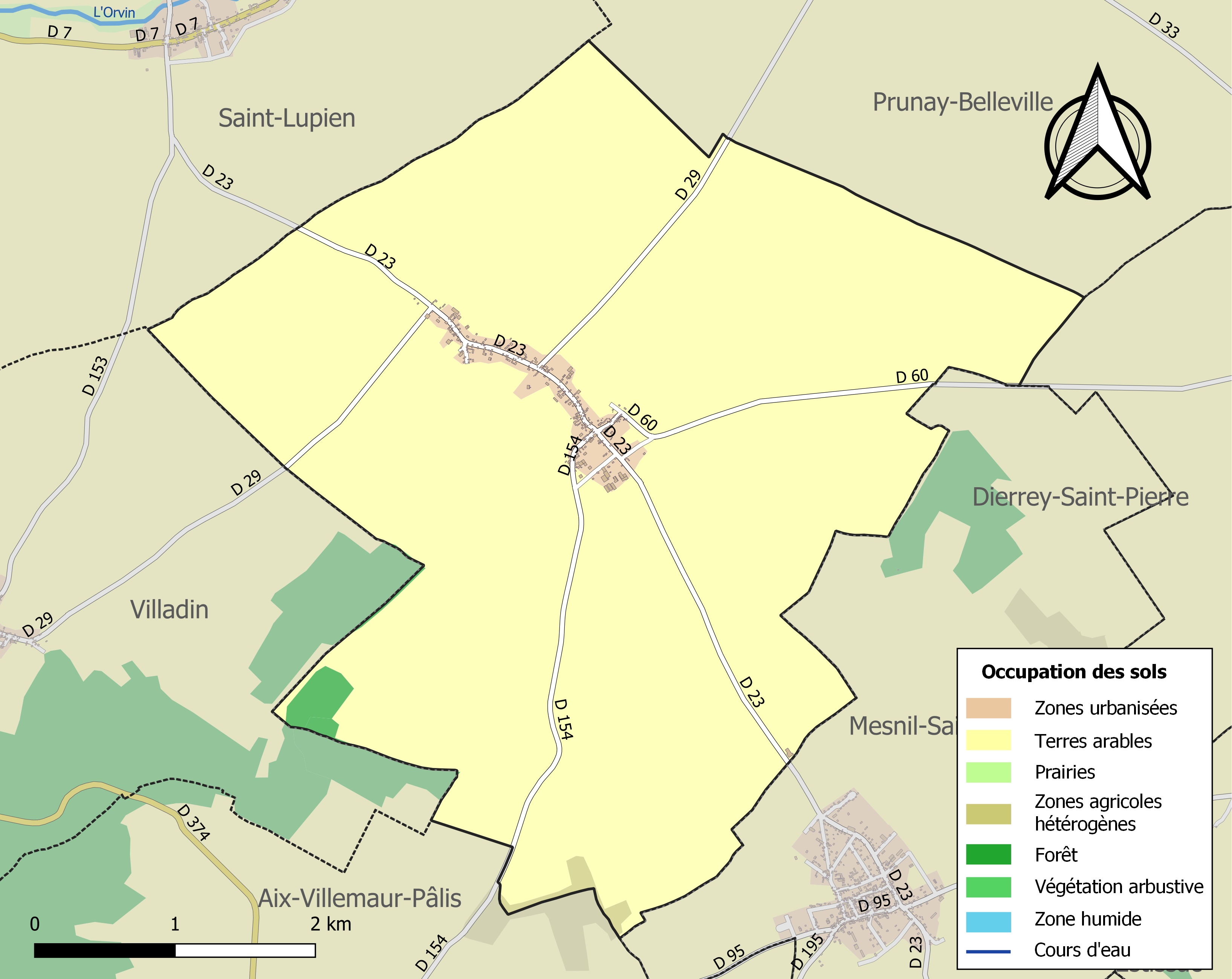
Carte des infrastructures et de l'occupation des sols de la commune en 2018 (CLC).

## Histoire
Avant la Révolution française, Faux était du bailliage de Troyes et Villecerf de celui de Sens. Le fief relevait de Villemaur-sur-Vanne.

### Aubeterre
Ancien hameau déjà détruit en 1831, il formait une seigneurie qui appartenait au prieur de Notre-Dame de Pont-sur-Seine.

### Villecerf
Anciennement nommé Villacel, hameau qui formait une seigneurie dépendant en majorité du prieur de Notre-Dame de Pont. L'abbaye de Vauluisant y avait des terres.

## Politique et administration
| Période                                  | Période  | Identité           | Étiquette | Qualité                     |
| ---------------------------------------- | -------- | ------------------ | --------- | --------------------------- |
| mars 2001                                | 2014     | Patrick Baillot    |           |                             |
| mars 2014                                | mai 2020 | Hélène Vincent     |           | Retraitée de l'enseignement |
| mai 2020                                 | En cours | Marie-Rose Baillot |           | Assistante sociale          |
| Les données manquantes sont à compléter. |          |                    |           |                             |

## Démographie
L'évolution du nombre d'habitants est connue à travers les recensements de la population effectués dans la commune depuis 1793. Pour les communes de moins de 10 000 habitants, une enquête de recensement portant sur toute la population est réalisée tous les cinq ans, les populations de référence des années intermédiaires étant quant à elles estimées par interpolation ou extrapolation. Pour la commune, le premier recensement exhaustif entrant dans le cadre du nouveau dispositif a été réalisé en 2005.

En 2022, la commune comptait 215 habitants, en évolution de −2,71 % par rapport à 2016 (Aube : +0,7 %, France hors Mayotte : +2,11 %).
| 1793 | 1800 | 1806 | 1821 | 1831 | 1836 | 1841 | 1846 | 1851 |
| ---- | ---- | ---- | ---- | ---- | ---- | ---- | ---- | ---- |
| 342  | 342  | 373  | 320  | 318  | 335  | 352  | 349  | 341  |

| 1856 | 1861 | 1866 | 1872 | 1876 | 1881 | 1886 | 1891 | 1896 |
| ---- | ---- | ---- | ---- | ---- | ---- | ---- | ---- | ---- |
| 353  | 350  | 340  | 315  | 291  | 290  | 270  | 271  | 255  |

| 1901 | 1906 | 1911 | 1921 | 1926 | 1931 | 1936 | 1946 | 1954 |
| ---- | ---- | ---- | ---- | ---- | ---- | ---- | ---- | ---- |
| 218  | 210  | 210  | 198  | 205  | 224  | 224  | 228  | 242  |

| 1962 | 1968 | 1975 | 1982 | 1990 | 1999 | 2005 | 2006 | 2010 |
| ---- | ---- | ---- | ---- | ---- | ---- | ---- | ---- | ---- |
| 248  | 228  | 223  | 225  | 240  | 224  | 226  | 227  | 215  |

| 2015 | 2020 | 2022 | - | - | - | - | - | - |
| ---- | ---- | ---- | - | - | - | - | - | - |
| 221  | 207  | 215  | - | - | - | - | - | - |

## Culture locale et patrimoine

### Lieux et monuments
Église du XIIe siècle pour la nef, et du XVIe siècle pour le reste, elle a une abside à cinq pans. Elle est au vocable de Martin et a une statue de sainte ou de reine classée du XVe siècle. Elle formait une paroisse qui était du doyenné de Villemaur à la collation de l'évêque.

### Héraldique
| Blason de Faux-Villecerf | Blason  | Coupé : au 1er parti au I d’azur au coq de sable*, au II de gueules au cerf contourné bondissant de sable*, au 2e de sinople au hêtre de sable*.                           |
| Blason de Faux-Villecerf | Détails | * Il y a là non-respect de la règle de contrariété des couleurs : ces armes sont fautives (sable sur un autre émail). Il n'est plus utilisé et a été remplacé par un logo. |